# Ортостиха
Ортостиха (от греч. ὀρθός, orthós — «прямой» и στιχος, stíchos — «ряд») — условная прямая линия, проходящая вдоль осевого органа растения, например, стебля или главного корня, и соединяющая расположенные на них последовательно другие органы, например, листья или боковые корни.
На побеге растения количество ортостих при спиральном листорасположении равно числу листьев в одном цикле, при мутовчатом — равно или кратно больше числа листьев в мутовке.